# Artur Saramakha
Artur Saramakha (tiếng Belarus: Артур Сарамаха; tiếng Nga: Артур Сарамаха; sinh 6 tháng 6 năm 1998) là một cầu thủ bóng đá Belarus hiện tại thi đấu cho Dinamo Minsk.